# 徐宅 (镇海)
29°57′11.3″N 121°42′43.3″E / 29.953139°N 121.712028°E
徐宅，位于中国浙江省宁波市镇海区招宝山街道胜利路155号，邻近镇海口海防遗址吴杰故居。徐宅由民国时期金融家、银行家、实业家，江浙财团代表人物之一徐圣禅于民国十七年（1928年）所建。2000年12月，徐宅被公布为镇海区文物保护单位。徐宅现为镇海区委机关办公场所。

## 结构
徐宅坐北朝南，占地面积1200平方米，其中建筑面积1039平方米（一说为844平方米），为西式风格钢筋混凝土结构建筑。在主建筑前拥有一花坛，被当时人们叫做徐家花园。建筑内铺设地板，拥有壁炉和抽水马桶，设施落成之时在镇海县属于最新。

## 历史
徐宅建于1928年，1985年由于胜利路拓宽拆除南大门。2000年12月，徐宅被公布为镇海区文物保护单位。

## 图片

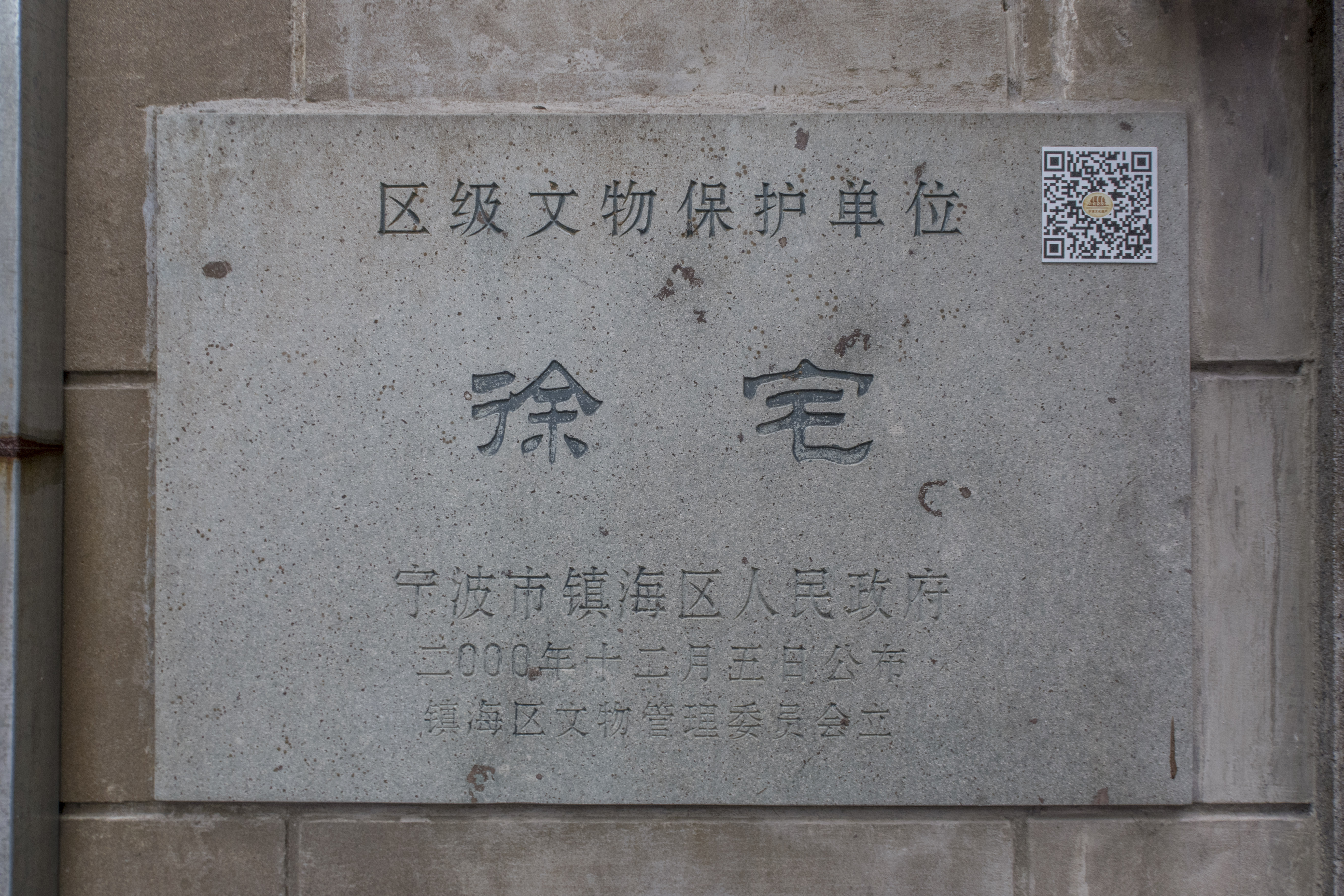
文物保护单位标志
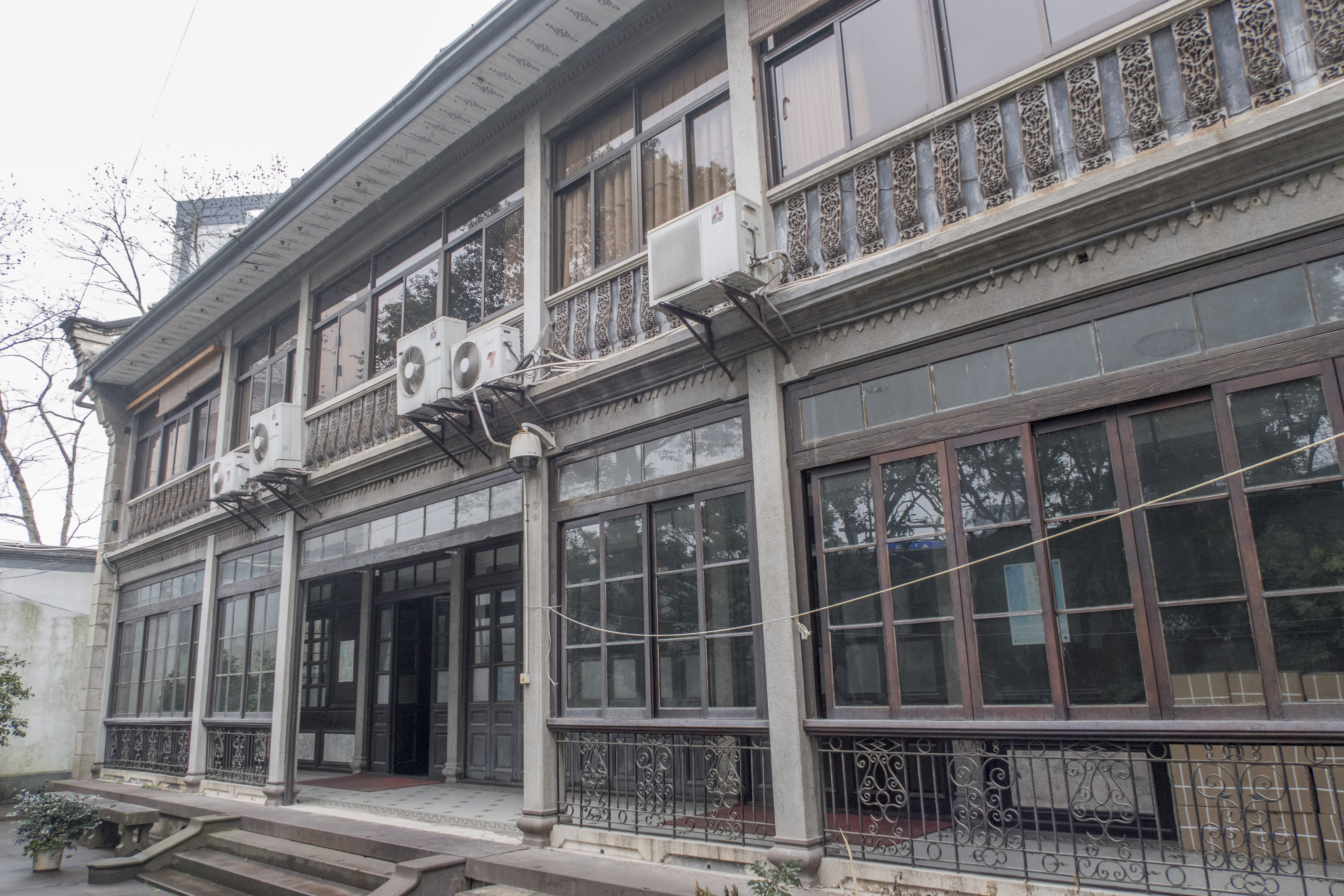
建筑立面
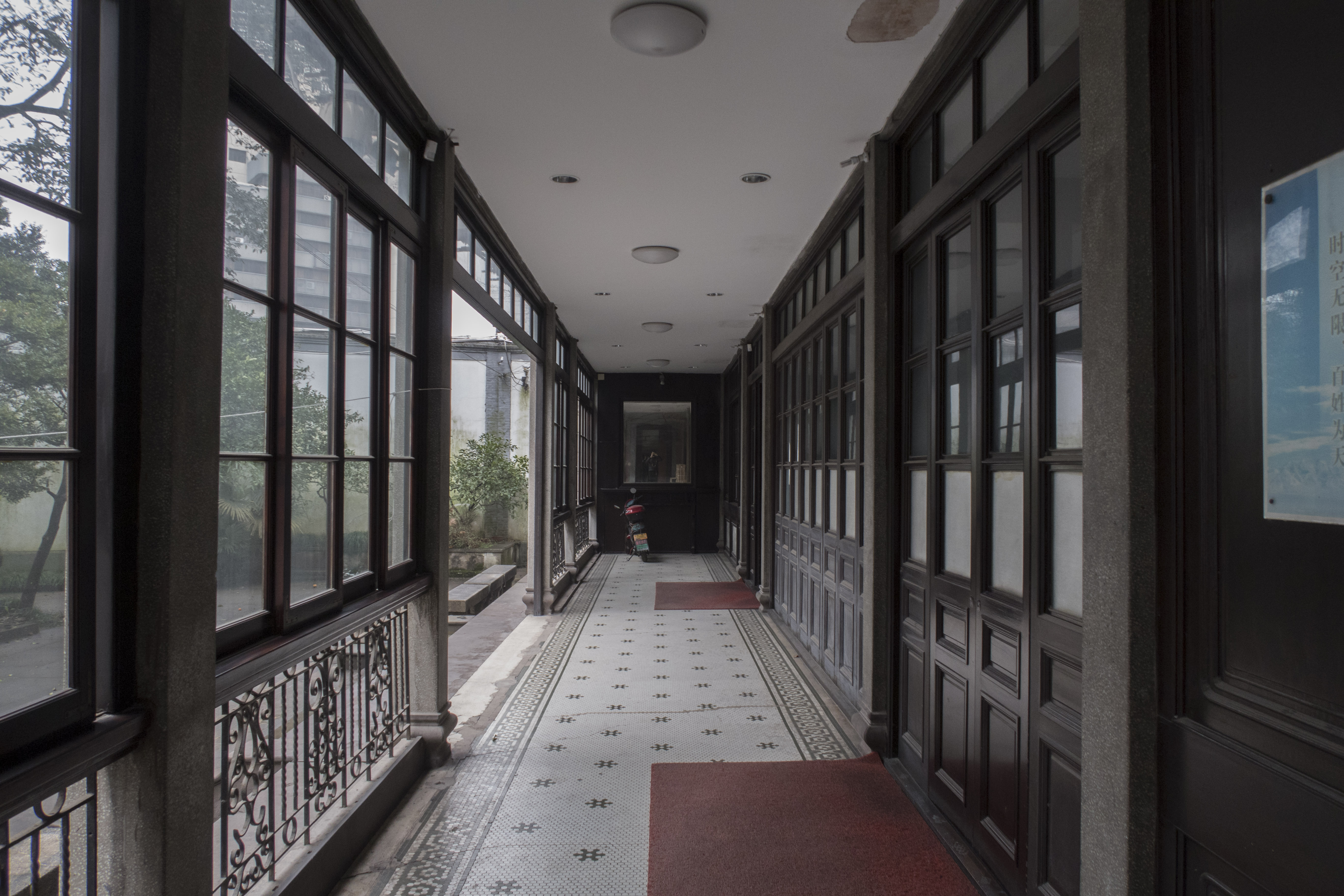
前廊
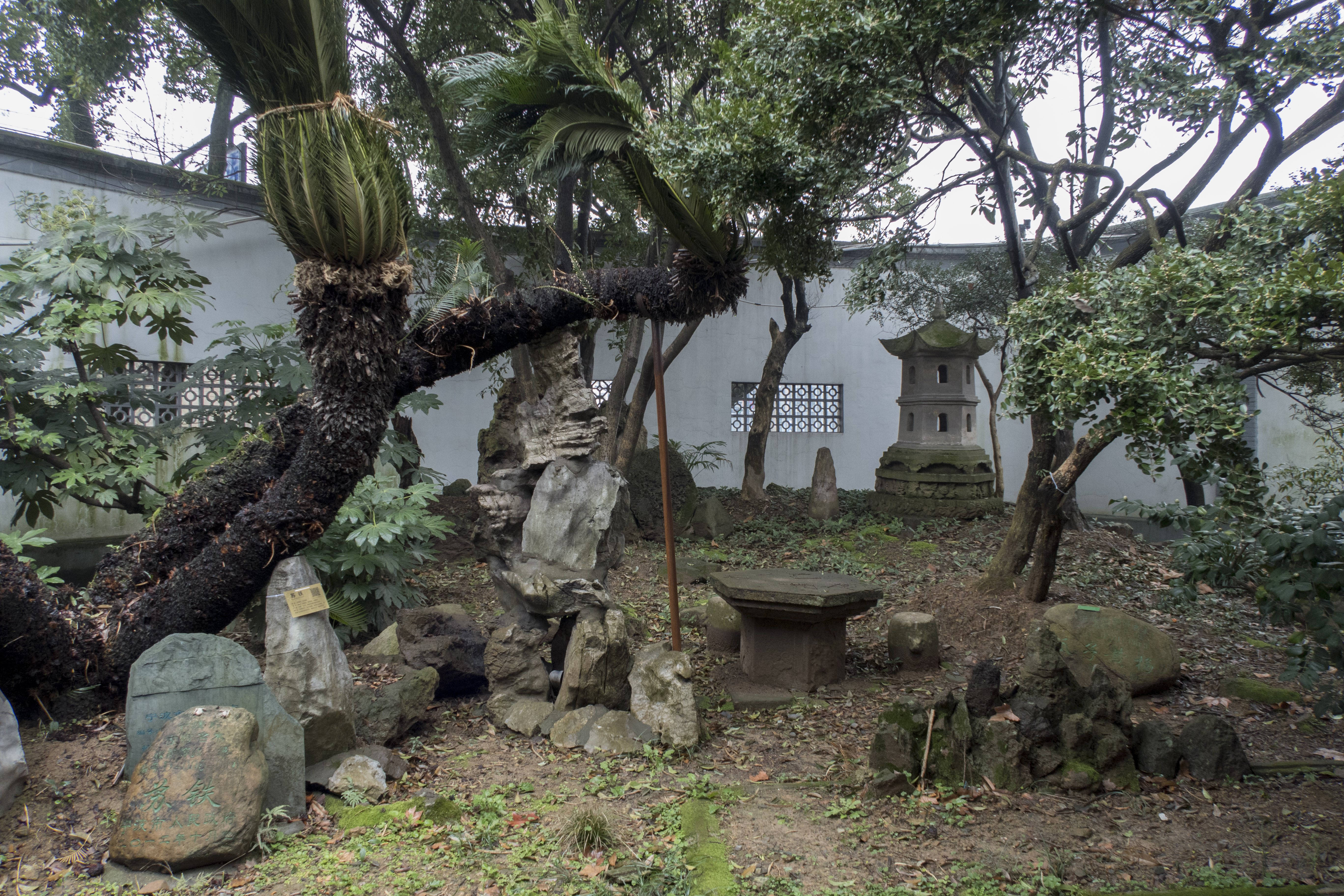
花园